# Melampsorella
Melampsorella är ett släkte av svampar. Melampsorella ingår i familjen Pucciniastraceae, ordningen Pucciniales, klassen Pucciniomycetes, divisionen basidiesvampar och riket svampar.
|               | Milesia |
|               | |
|               | Uredinopsis |
|               | |
|               | Pucciniastrum |
|               | |
|               | Milesina |
|               | |
|               | Melampsoridium |
|               | |
|               | Calyptospora |
|               | |
| Melampsorella | \| \| Melampsorella caryophyllacearum \| \| \| \| \| \| Melampsorella symphyti \| \| \| \| \| \| Melampsorella elatina \| \| \| \| |
|               | \| \| Melampsorella caryophyllacearum \| \| \| \| \| \| Melampsorella symphyti \| \| \| \| \| \| Melampsorella elatina \| \| \| \| |
|               | Naohidemyces |
|               | |
|               | Peridiopsora |
|               | |
|               | Hyalopsora |
|               | |
|               | Melampsorella caryophyllacearum |
|               | |
|               | Melampsorella symphyti |
|               | |
|               | Melampsorella elatina |
|               | |

|  | Melampsorella caryophyllacearum |
|  |                                 |
|  | Melampsorella symphyti          |
|  |                                 |
|  | Melampsorella elatina           |
|  |                                 |

## Källor

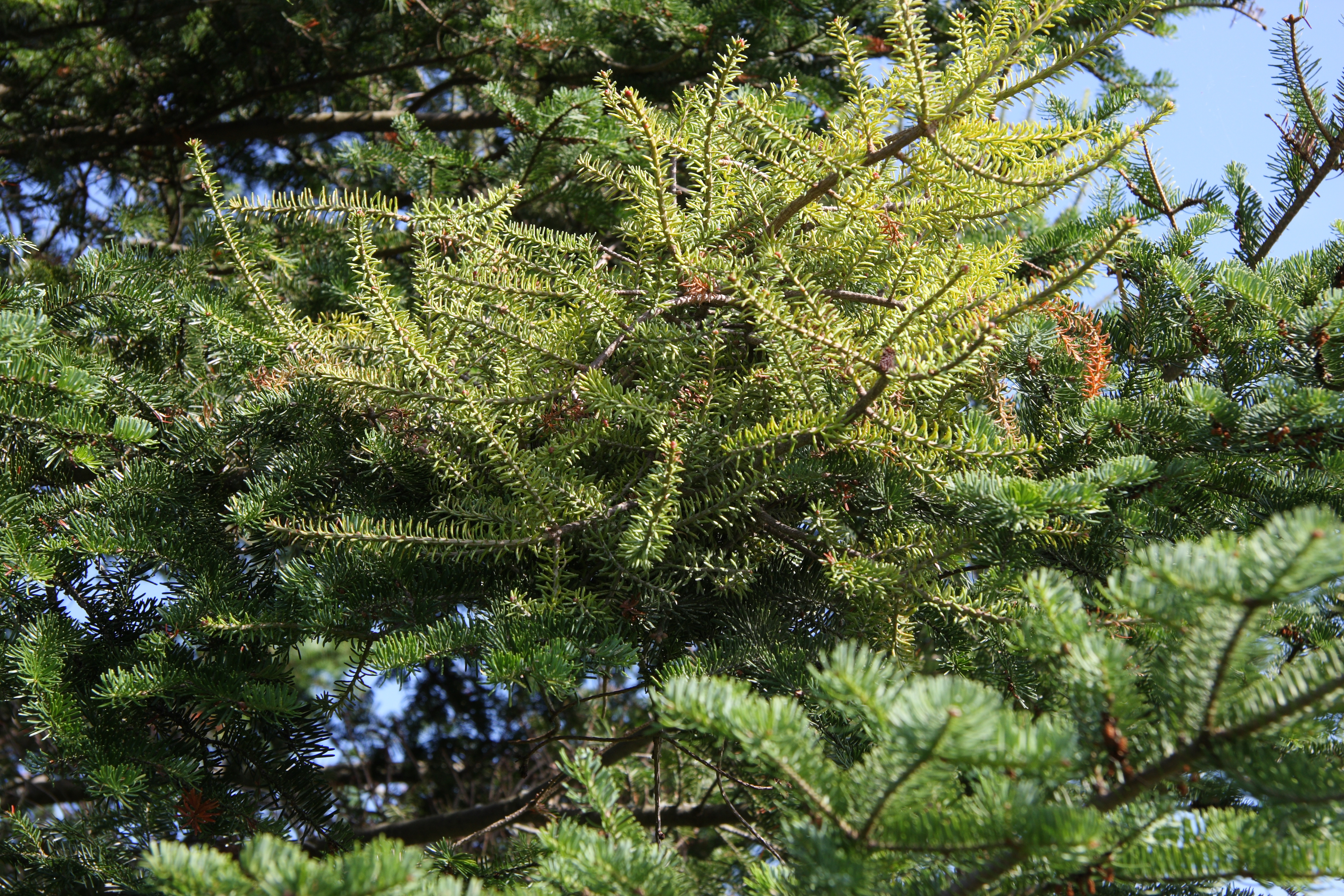
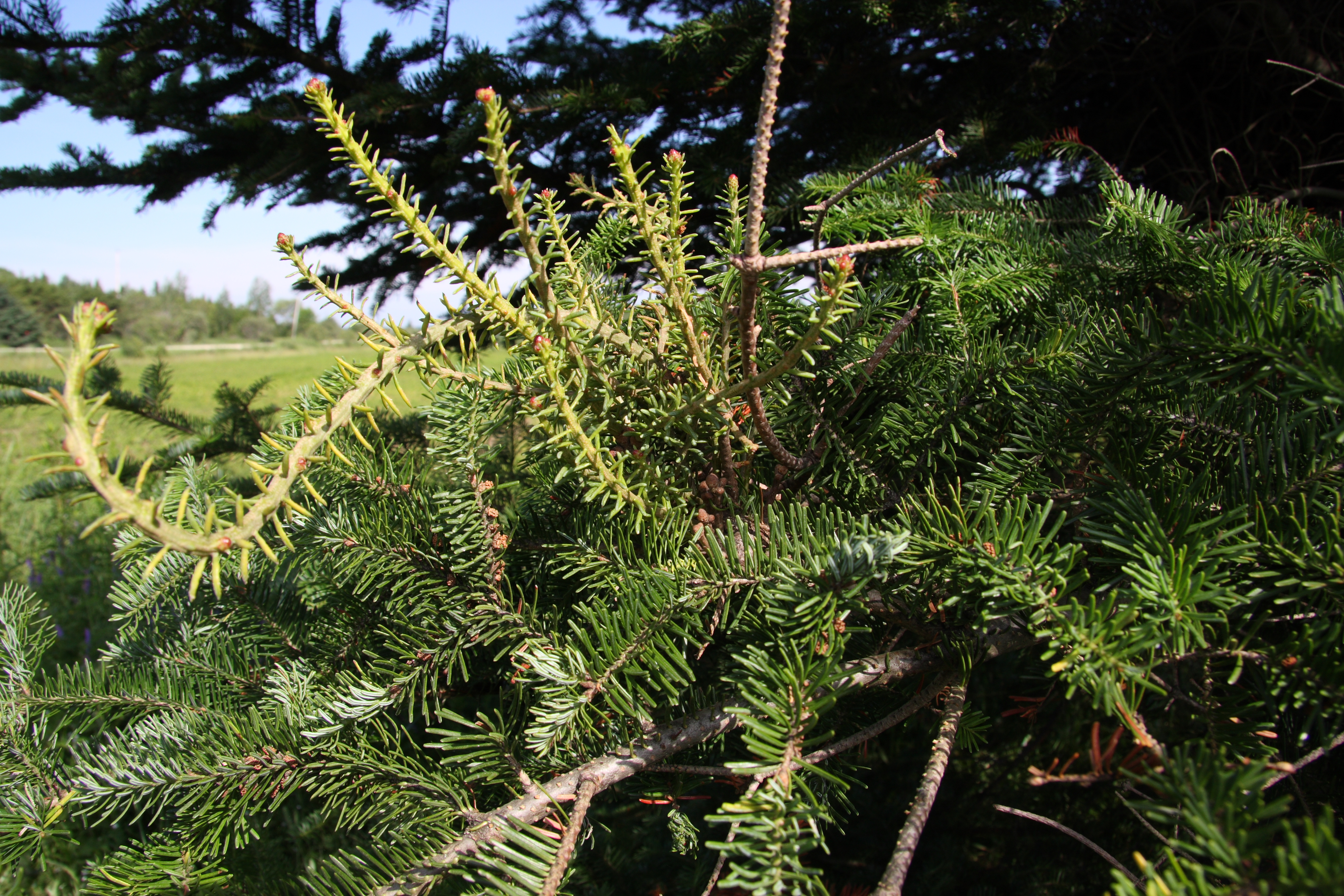